# Jüdischer Friedhof (Moravské Budějovice)
Koordinaten: 49° 2′ 42,3″ N, 15° 47′ 21,8″ O

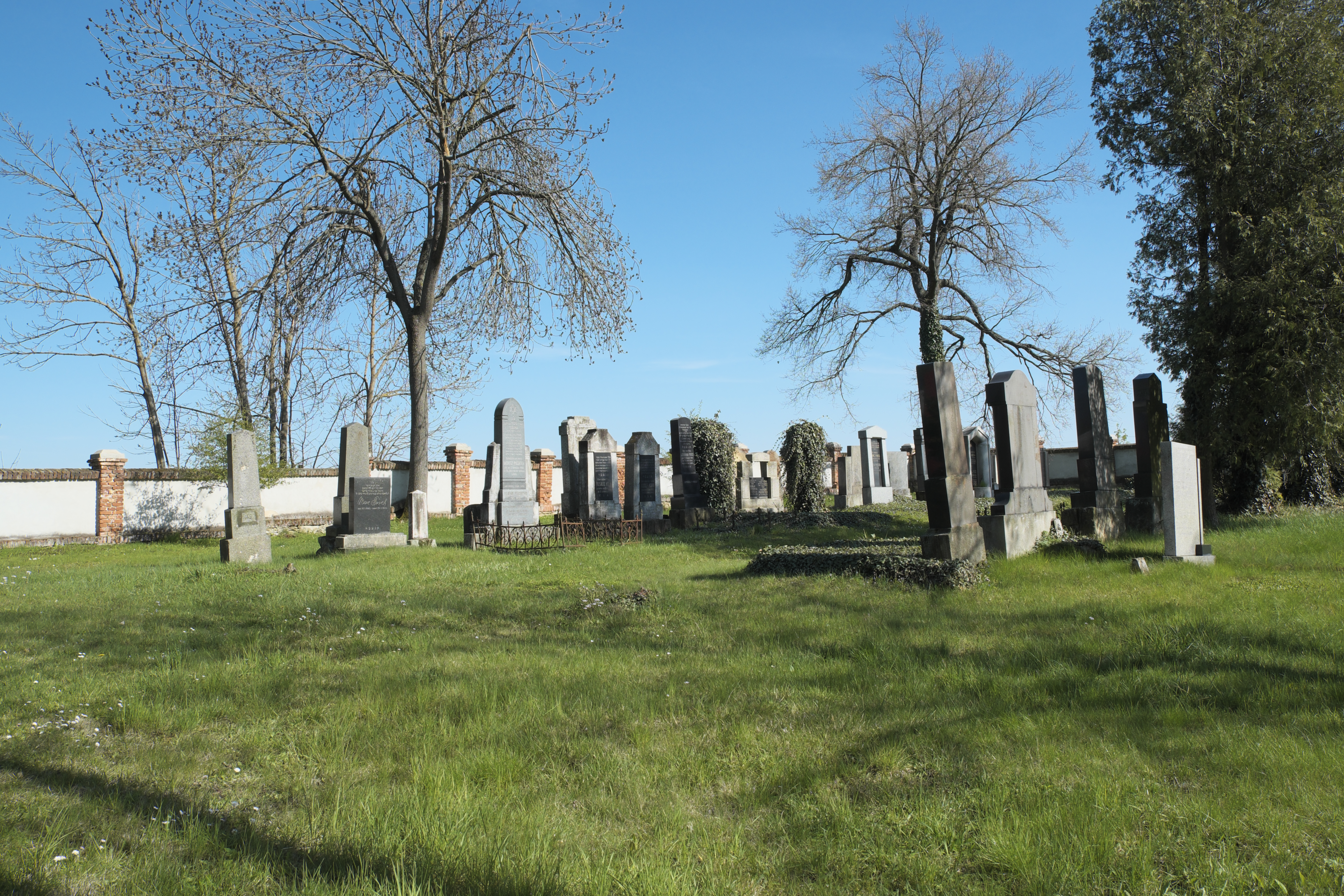
Jüdischer Friedhof in Moravské Budějovice

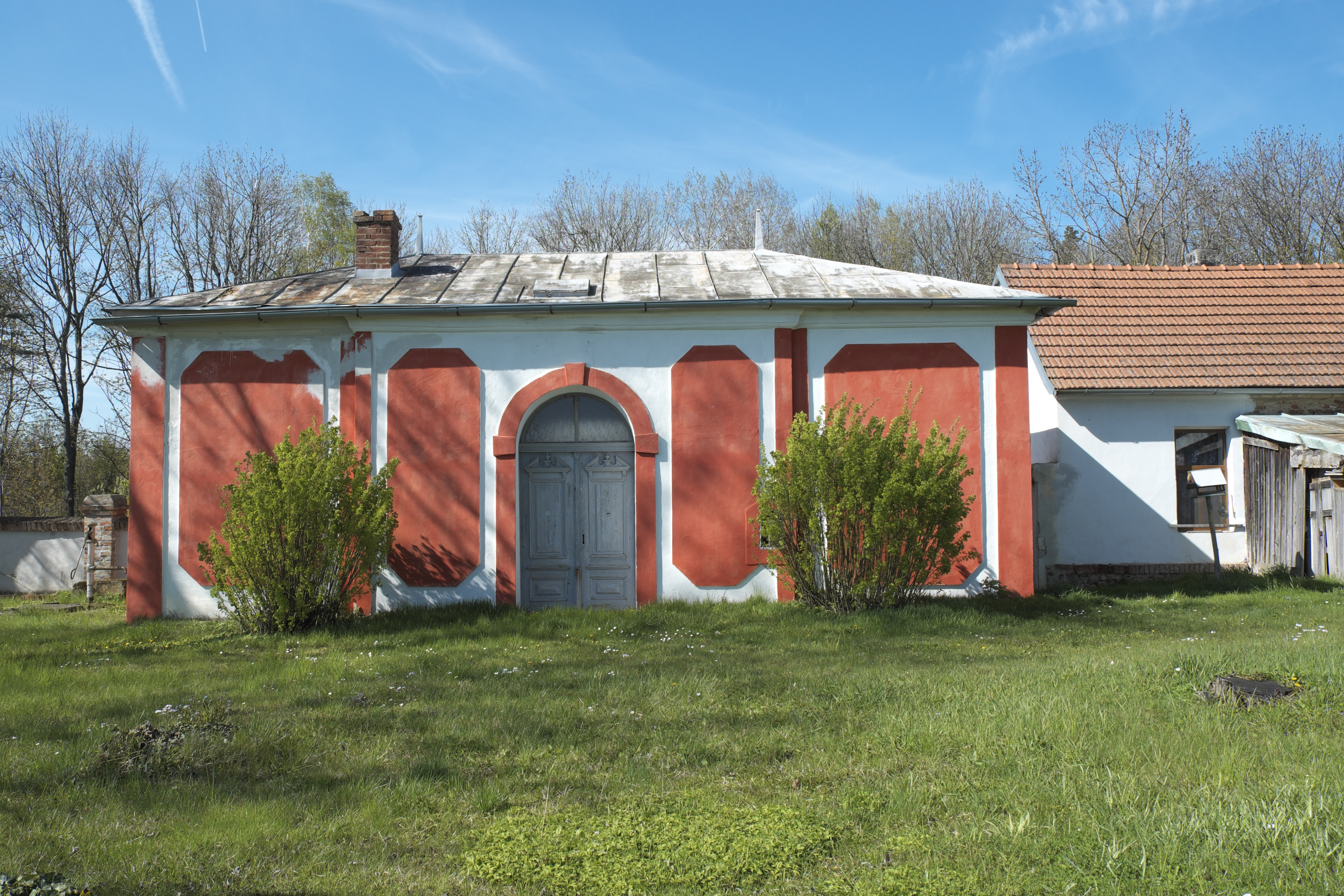
Taharahaus

Der Jüdische Friedhof in Moravské Budějovice (deutsch Mährisch Budwitz), einer tschechischen Stadt im Okres Třebíč in der Kraj Vysočina, wurde im 19. Jahrhundert angelegt. Der jüdische Friedhof befindet sich zwei Kilometer außerhalb der Stadt.